# Station Liverpool Lime Street
Liverpool Lime Street is een spoorwegstation van National Rail in Liverpool in Engeland. Het station is eigendom van Network Rail en wordt beheerd door Network Rail. Het station is Grade II listed. Het station is een van de 18 stations in het Verenigd Koninkrijk die door Network Rail beheerd worden.